# Elephantomyia inulta
Elephantomyia inulta är en tvåvingeart som beskrevs av Alexander 1938. Elephantomyia inulta ingår i släktet Elephantomyia och familjen småharkrankar. Inga underarter finns listade i Catalogue of Life.